# Ватанабэ, Такаси
Такаси Ватанабэ (яп. 渡部 高志 Ватанабэ Такаси, 22 июля 1957, Саппоро) — японский кинорежиссёр и музыкальный продюсер. 

## Об артисте
Родился в префектуре Хоккайдо. Закончил факультет искусствознания в Университете Токай. Начинал карьеру в местной студии аниме Topcraft.
Известность получил в основном благодаря сериалу «Рубаки». Другие его известные работы — Boogiepop Phantom и Ichiban Ushiro no Daimaou.
В 1985 году был режиссёром-постановщиком 8 серий телесериала The Littles.
С 1989 года женат на Наоми Мияте.
Работал продюсером в японской издательской компании Kadokawa Shoten.

## Наиболее известные работы

### Режиссёр
- Abashiri Ikka OVA
- Rave Master
- Aria the Scarlet Ammo
- Boogiepop Phantom
- Fūun Ishin Dai Shogun
- Heavy Object
- Ichiban Ushiro no Dai Maō
- Ikki Tousen
- Kino’s Journey Life Goes On
- Miracle Giants Dome-kun
- Lost Universe
- New Fist of the North Star
- Freezing
- Slayers series
- Shakugan no Shana
- Space Pirate Mito
- Starship Operators
- Taboo-Tattoo
- Dangerous Jii-san Ja[2]
- «Герой-рационал перестраивает королевство»

### Кинематография
- «47 верных самураев» (1958)

### Музыкальный продюсер
- «Стальная тревога»
- «Стальная тревога? Фумоффу»